# Luna Nera E.P.
Luna Nera E.P. è un extended play di Danijay, pubblicato nel 2004.

## Tracce
1. Luna Nera (radio edit)
2. Happiness
3. Il tauro
4. I fiori di lillà (Dark Angel remix)
5. Luna Nera (Extended)
6. Luna Nera (Instrumental)